# كربونات الباريوم
كربونات الباريوم هو مركب كيميائي له الصيغة BaCO3 ، ويكون على شكل مسحوق بلوري أبيض ناعم.

## الخواص
- انحلالية مركب كربونات الباريوم في الماء ضعيفة جداً، بحيث يمكن القول بأنه عملياً غير منحل فيه (فقط 2 مغ لكل 100 مل ماء)
- يتقكك مركب كربونات الباريوم بالتسخين فوق 1300°س إلى أكسيد الباريوم مع تحرير غاز ثنائي أكسيد الكربون .

## تواجده في الطبيعة
يوجد مركب كربونات الباريوم في الطبيعة في فلز الويذيريت (witherite) نسبة  ًإلى ويليام ويذيرينغ الذي كان أول من ميزه عن فلز الباريت .

## التحضير
يحضر مركب كربونات الباريوم من تمرير غاز ثنائي أكسيد الكربون في محلول من كبريتيد الباريوم
أو من تفاعل كربونات الصوديوم مع كبريتيد الباريوم حسب المعادلة
وفي كلتا الحالتين يتشكل لدينا راسب أبيض من كربونات الباريوم.

## الاستخدامات
- يستخدم مركب كربونات الباريوم في تحضير أملاح الباريوم الأخرى .
- كما يستخدم مركب كربونات الباريوم في صناعة السيراميك والآجر كمادة مساعدة على الترابط، حيث يضاف إلى كل من كبريتات الكالسيوم وكبريتات المغنيسيوم فتحدث عملية تبادل للشوارد فيما بينهم.

- يستعمل مركب كربونات الباريوم أيضاً في صناعة الزجاج وذلك للوصول إلى ميزات وخصائص بصرية وكيميائية.
- يستخدم في صناعة سموم الفئران.

## السلامة
مركب كربونات الباريوم مركب سام مثل كل أملاح الباريوم المنحلة.